# الوارو گازیولا
الوارو گازیولا (انگلیسی: Álvaro Gaxiola؛ ۲۶ ژانویه ۱۹۳۷ – ۱۸ اوت ۲۰۰۳) شیرجه‌رو اهل مکزیک بود.
وی در مسابقات کشوری و بین‌المللی در مجموع برندهٔ ۱ مدال طلا، ۲ مدال نقره شده‌است.